# St. Stephan (Kleinkemnat)

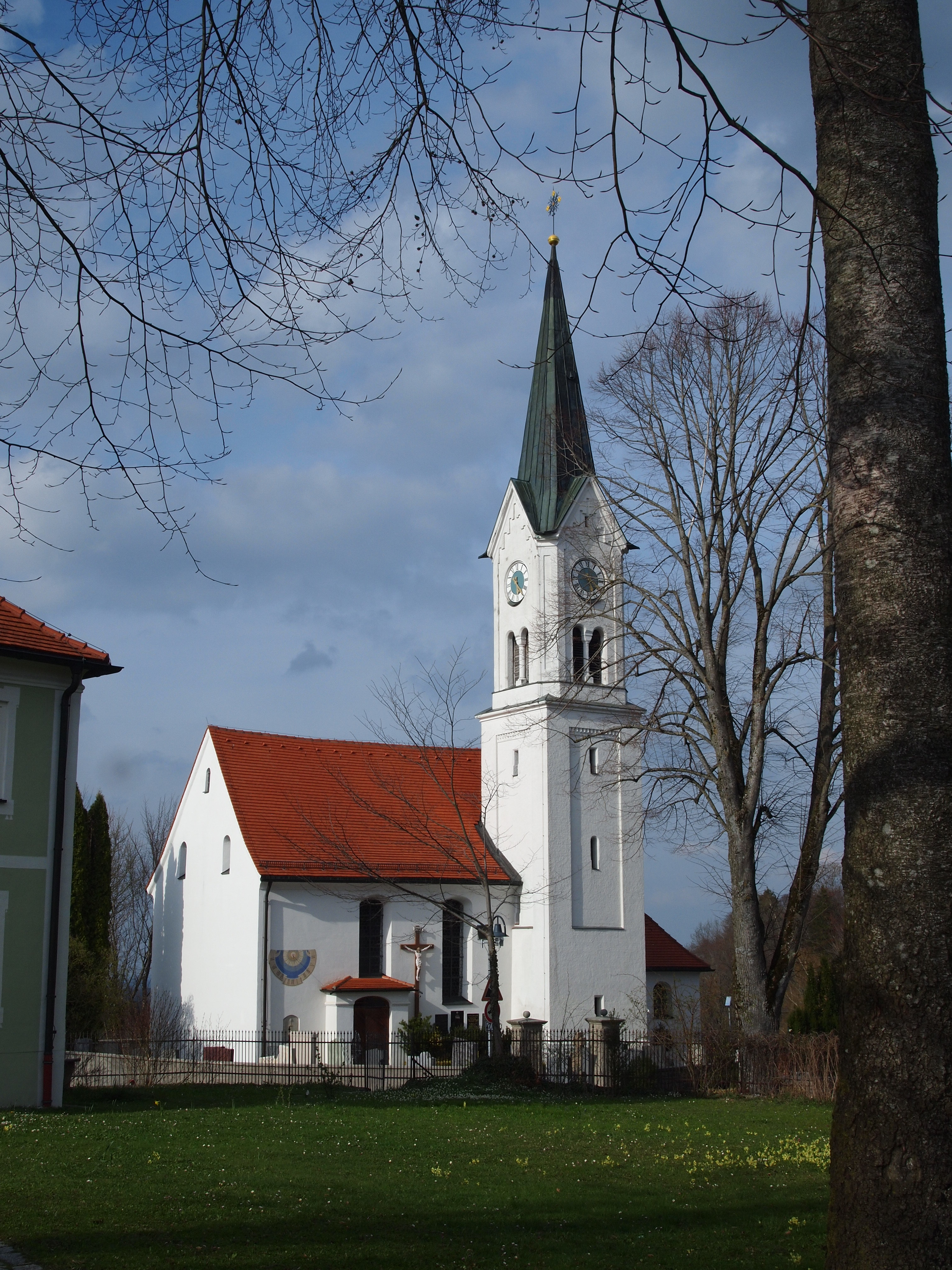
St. Stephan in Kleinkemnat

Die römisch-katholische Pfarrkirche St. Stephan steht in Kleinkemnat, einem Stadtteil von Kaufbeuren in Bayern. Das Bauwerk ist in der Liste der Baudenkmäler in Kaufbeuren als Baudenkmal unter der Nr. D-7-62-000-229 eingetragen. Die Kirche gehört zum Dekanat Kaufbeuren des Bistums Augsburg. 

## Beschreibung
Die Saalkirche besteht aus einem 1726 neugebauten Langhaus, einem eingezogenen, dreiseitig geschlossenen Chor im Osten, dessen Umfassungsmauern aus dem 15. Jahrhundert sind und dessen Gewölbe 1726 erneuert wurde, und einem Chorflankenturm auf quadratischem Grundriss an der Südwand des Chors, der nach einem Blitzschlag 1883 wieder aufgebaut wurde. Sein oberstes Geschoss mit abgeschrägten Ecken beherbergt die Turmuhr und den Glockenstuhl. Zwischen den Giebeln erhebt sich ein spitzer Helm. Der Innenraum des Langhauses ist mit einem Tonnengewölbe überspannt, der des Chors mit einem Klostergewölbe. Die Fresken wurden in der Mitte des 18. Jahrhunderts eingebracht. Der um 1700 gebaute Hochaltar ist mit Akanthus verziert. Auf dem Tabernakel befindet sich ein Marienbildnis. Auf dem Schalldeckel der Kanzel steht eine Statue des Erzengel Michaels.